# Lazhar Karoui Chebbi
Pour les articles homonymes, voir Chebbi.
Lazhar Karoui Chebbi (arabe : الأزهر القروي الشابي), né le 7 octobre 1927 à Chebbia (gouvernorat de Tozeur), est un avocat et homme politique tunisien.

## Carrière professionnelle
Il effectue ses études à Tozeur puis à la Zitouna de Tunis. Sorti diplômé de l'École supérieure de droit de Tunis en 1954, il travaille comme greffier au Tribunal de première instance de Tunis puis comme avocat à partir du 7 octobre 1956 et ce jusqu'à sa nomination comme ministre de la Justice en 2011.
Il préside par ailleurs l'Association tunisienne de promotion des études juridiques. Il a été l'un des fondateurs de l'Amicale des avocats du Maghreb arabe à Alger en 1970 ; il a aussi travaillé au sein de l'Union des avocats arabes et de l'Union internationale des avocats.

## Carrière politique
Il est nommé le 17 janvier 2011 comme ministre de la Justice dans le gouvernement d'union nationale formé à la suite du départ du président de la République, Zine el-Abidine Ben Ali. Il annonce le 26 janvier qu'un mandat d'arrêt international vient d'être émis contre Ben Ali, son épouse Leïla ainsi que des membres du clan Trabelsi.
Après avoir quitté le gouvernement, il rejoint Nidaa Tounes lancé par Béji Caïd Essebsi et en devient chargé des relations juridiques.
Le 2 février 2015, il est nommé ministre représentant personnel du président de la République Béji Caïd Essebsi,. Sa démission est acceptée le 2 août 2019, quelques jours après la mort du président.

## Distinctions
Le 23 novembre 2011, il est décoré des insignes de grand officier de l'Ordre de la République,.

## Vie privée
Chebbi est marié et père de trois filles.